# Salade de Schtroumpfs
Salade de Schtroumpfs est le vingt-quatrième album, et la quatre-vingt-huitième histoire, de la série de bande dessinée Les Schtroumpfs originellement créée par Peyo. Publié en 2006 aux éditions Le Lombard, l'album est scénarisé par Luc Parthoens et Thierry Culliford et illustré par Ludo Borecki et Jeroen De Coninck.

## Résumé
Les Schtroumpfs s'aperçoivent au déjeuner que la nourriture est infecte, sent mauvais etc. Après une dure journée, ils découvrent que le plat est le même que celui du déjeuner, ce qui déclenche un concert de protestations; le Grand Schtroumpf finit par découvrir que les légumes que fournit le Schtroumpf paysan sont infestés de champignons parasites qui les empêchent de pousser; il décide de partir quelque temps consulter un spécialiste et donne au Schtroumpf paysan un fongicide et un engrais, afin qu'il puisse à nouveau proposer une nourriture convenable. Le Schtroumpf cuisinier, qui a reçu une lettre de menace, demande au Schtroumpf paysan de mettre la dose maximum de produits, ce que ce dernier fait à contrecœur. Le lendemain, le Schtroumpf paysan s'aperçoit que ses légumes sont devenus gigantesques, ce qui permet au Schtroumpf cuisinier de préparer une potée de légumes qui plaît à tous. Le Schtroumpf poète découvre qu'il a un bouton sur le nez après le repas. Dans la nuit, le Schtroumpf peureux se promène et s'enfuit devant une étrange créature. Lorsque le Grand Schtroumpf revient, il a la surprise de ne voir que le Schtroumpf paysan, la Schtroumpfette, le Schtroumpf gourmand et le Schtroumpf cuisinier qui lui racontent une étrange histoire.
Le Schtroumpf peureux raconte son effroi à la vue du monstre, qui n'était autre que le Schtroumpf poète transformé en courgette. Le lendemain, c'est le Schtroumpf farceur qui est transformé en tomate suivi par le Schtroumpf coquet qui devient un cornichon. Le Schtroumpf à lunettes trouve étrange que les 3 malheureux se soit transformés en légumes l'un après l'autre et le Schtroumpf grognon émet l'hypothèse qu'ils sont contagieux. À l'unanimité, les 3 schtroumpfs légumes sont mis en quarantaine dans la réserve qui est gardée par le Schtroumpf bêta. 
Ils sont nourris au pain sec et à l'eau et isolés au maximum. Mais le lendemain, le Schtroumpf bêta est transformé en patate et capturé à son tour ; le Schtroumpf à lunettes le suit en se transformant en petit pois. L’épidémie continua jusqu'à ce que le Schtroumpf costaud soit transformé en aubergine. Il libéra tous les captifs qui poursuivirent les quatre survivants de l'épidémie que sont le Schtroumpf paysan, le Schtroumpf cuisinier, le Schtroumpf gourmand et la Schtroumpfette pour les transformer en légumes à leur tour. 
Ces derniers ont fini par trouver refuge dans les montagnes, ne revenant au village que la nuit afin d'attendre le Grand Schtroumpf, tandis que les Schtroumpfs-légumes vivent dans la forêt. Le Grand Schtroumpf découvre la grosse bêtise du Schtroumpf cuisinier et du Schtroumpf paysan (dont l'hypocrisie apparaît car ils n'ont pas osé manger ce qu'ils produisaient) et décide de trouver un antidote. Hélas, il se transforme en chou-fleur car, à son retour, il a mangé de la potée de légumes transgéniques... effrayés, les quatre schtroumpfs s'enfuient. Ils apprennent alors que le Schtroumpf gourmand est resté normal alors qu'il a mangé de la potée, ce qui les fait douter de la conclusion du Grand Schtroumpf et ils décident de pulvériser les deux produits qui ont fait muter les légumes sur les schtroumpfs contaminés afin de leur rendre leur apparence normale. 
Le Grand Schtroumpf finit par retrouver les autres Schtroumpfs et les ramène au village au moment où le Schtroumpf paysan et le Schtroumpf cuisinier décollent à bord de l'aéroschtroumpf afin de pulvériser le mélange depuis le ciel. À leur insu, le Schtroumpf gourmand démontre que la salsepareille, qu'il était le seul à consommer encore depuis son changement de régime, est l'antidote et les deux compères pulvérisent leur produit. Hélas, les effets sont dévastateurs et les Schtroumpfs contaminés sont victimes de malaises ; ils sont heureusement sauvés grâce à l'abondance de feuilles de salsepareille que possédait le Schtroumpf gourmand. Le Schtroumpf paysan et le Schtroumpf cuisinier atterrissent en catastrophe dans un potiron transgénique et se transforment respectivement en haricot vert et en navet. 
Le Grand Schtroumpf décide de ne pas révéler l'antidote immédiatement afin de leur donner une bonne leçon : il vaut mieux jardiner et batailler avec les parasites et avec la nature que de transformer les légumes aux risques et périls des consommateurs.

## Réception commerciale
L'album entre à la neuvième place du Top 15 BD hebdomadaire, soit deux place de moins que son prédécesseur. La semaine suivante, il atteint la première place de ce top, ainsi que la neuvième du Top 20 Livres. Ensuite, il descend à la 3e position du classement BD et à la 12e du classement livres. 